# Fender Showmaster
Fender Showmaster je električna gitara koja se proizvodila od 1998. – 2009. godine u Fender Custom Shop pogonu. Model je dizajnirao Gene Baker, talentirani dizajner zaslužan za stil i izgled modela Superstrat i Showmaster seriju, a nedugo i osnivač vlastite Baker Guitars tvrtke.

## Povijest
Tvrtka Jackson Guitars je 1984. godine predstavila model Jackson Soloist električnu gitaru, koja je u osnovi pionir Superstrat dizajna modela. Slične gitare u Stratocaser stilu proizvodile su tvrtke Yamaha i Ibanez. Važno je za naglasiti da se tih godina u Fenderovoj proizvodnji još uvijek osjećala posljedica loše vladavine korporacije CBS, što je izazvalo drastičan pad kako Fenderove kvalitete proizvoda, tako i same prodaje na tržištu. Fender želeći da preokrene negativni trend već je prije imao par pokušaja "proboja" na superstrat tržištu s modelima kao što su Performer, HM Strat i Prodigy, ali nije imao značajnijeg uspjeha. Stoga je njegov model s ugrađenom konfiguracijom od dva Seymour Duncan dvostruka, ili dvostruki uz dva jednostruka Fender Custom Shop Fat modela magneta uz pomoć Gene Bakera 1998. godine, bio samo klasični poslovni odgovor. U smislu nametanja sebe kao favorita prizvodnje, ali i svog razvoja superstrat modela. Rani Showmaster modeli (prototipovi) koji su danas iznimna rijetkost, izvorno su na glavi imali logo oznaku Stratocaster.

## Konstrukcija
Kako je već rečeno Fender Showmaster je prvotno proizveden u Fender Custom Shop pogonu. Tijelo i vrat (poneki modeli pričvršćeni vijcima za tijelo) gitare izrađeni su od javora s krem oivčenim zaobljenim rubovima tijela. Kasniji modeli izrađivani su od lipe i johe, ili poput Showmaster Elite modela s prednjicom i zadnjicom od australskog hrasta iz porodice Cardwellia Sublimis, s HSS ili HH konfiguracijom magneta. Dvostruki (oznaka H) magneti su Seymour Duncan'59, a jednostruki (oznaka S) Fender Custom Shop Fat model iz'50-ih godina.

Ostale značajke uključuju hvataljku od palisandera, ili kompletni vrat od javora s 22. polja. Markeri tonova orijentacije na hvataljci su od abalonea poznatijeg kao "Petrovo uho". Most je s originalnim Floyd Rose tremolo sistemom sa zaključavanjem na dvije točke. Nešto kasnije po uzoru na američki U.S. Special Highway 1 Stratocaster model gdje je Fender zadržao ugradnju HSS konfiguraciju dvostrukog magneta na poziciji bliže mostu sa specijalnim petodjelnim preklopnikom odabira uporabne sheme magneta, pojavio se model Showmaster Elite s flat head glavom (dizajnom plosnato sužena) proizveden u Koreji. Nakon korejskog modela slijedi i Squier verzija elegantnog tijela od lipe, ali s preokrenutom Stratocaster glavom, Floyd Rose tremolom i Seymour Duncan dvostrukim magnetima.

Svi Showmaster modeli dizajnirani su bez ploče na tijelu kao i u većine superstrat modela, ali i s: velikim izborom mostova, hvataljkom od palisandera s 24. polja, orijentacijskim markerima tona od abalonea (Petrovo uho), dvostrukim Seymour Duncan magnitima, tremolo sistemom s LSR zaključavanjem kobilice, i mašinica na glavi.

Glavna, i najveća posebnost Fender Showmaster modela (s izuzetkom "flat head" dizajna glave) i drugih superstrats modela je luksuzno ručno rezbarena i opaljena prednja ploha, kao i ručno oblikovanje rubova tijela modela. Značajka za izvojiti Showmaster Elite modela je crno oslikana glava Telecaster dizajna

U Showmaster seriju pripada i model gitare sa sedam žica, koji je predstavljen 1999/2000-tu godinu, i kojem je prestala proizvodnja dvije godine kasnije.  

## Vanjske poveznice
- Fenderova službena stranica[neaktivna poveznica]
- Fender Showmaster - opisni sadržaj na ultimate-guitar.com